# Dragoș Luchian
Dragoș Luchian (n. 16 august 1932-1997) este un fost senator român în legislatura 1990-1992 ales în județul Suceava pe listele partidului FSN. În cadrul activității sale parlamentare, Dragoș Luchian a fost membru în grupurile parlamentare de prietenie cu URSS și Republica Argentina.